# Чухно Олександр Іванович
Олекса́ндр Іва́нович Чухно́ (1992—2024) — лейтенант Національної гвардії України, учасник російсько-української війни. Герой України (2025, посмертно).

## Життєпис
Народився 14 червня 1992 в місті Харків. Згодом переїхав на Полтавщину, навчався в загальноосвітній школі №2 міста Гребінка. Потім у Київському політехнічному інституті.
У 2014 призваний до лав Національної гвардії, брав участь в АТО.
З початком повномасштабного вторгнення був у складі 4-ї бригади оперативного призначення Національної гвардії України.
Загинув 13 жовтня 2024 року.

## Нагороди
- Звання Герой України з удостоєнням ордена «Золота Зірка» (23 травня 2025, посмертно) — за особисту мужність і героїзм, виявлені у захисті державного суверенітету та територіальної цілісності України, самовіддане служіння Українському народові[2].
- Орден «За мужність» III ступеня (26 липня 2024) — за особисту мужність, виявлену в захисті державного суверенітету та територіальної цілісності України, самовіддане служіння Українському народові[3].